# Plaża Open
Plaża Open – ogólnopolski cykl turniejów siatkówki plażowej kobiet i mężczyzn zapoczątkowany w 2010 roku w Cieszynie. W 2013 roku turnieje Plaża Open zyskały rangę turniejów eliminacyjnych do Mistrzostw Polski (Grand Prix Polski).

## Historia
Początki cyklu Plaża Open sięgają 2010 roku, kiedy to pod nazwą "Plaża - Siatkówka Plażowa" rozegrano turnieje amatorskie w trzech miastach: Cieszyn (Kąpielisko Miejskie), Ustroń (Gimnazjum nr 2) oraz Bielsko-Biała (Kąpielisko Panorama). W 2011 roku turnieje zostały zorganizowane w dziewięciu miastach: Cieszyn, Kraków, Bielsko-Biała, Łódź, Jelenia Góra, Nowa Sól, Piła, Białystok, Wilkasy. Oprócz rozgrywek amatorskich rywalizowano także w ramach Akademickiego Pucharu Polski. W 2012 roku zmieniono nazwę cyklu z "Plaża - Siatkówka Plażowa" na "Plaża Open". Nowy sezon turniejów został zainaugurowany w Pszczynie, a następnie zagościł w następujących miastach: Cieszyn, Bielsko-Biała, Kędzierzyn-Koźle, Jawor, Piła.
W 2013 roku w Kętach po raz pierwszy turniej z cyklu Plaża Open został włączony do kalendarza turniejów eliminacyjnych Mistrzostw Polski pod patronatem Polskiego Związku Piłki Siatkowej. Przeprowadzono także pierwszą transmisję meczów finałowych w TVP Sport. W latach 2013–2014 rozgrywki Plaża Open posiadały rangę dwugwiazdkowych turniejów (liczba gwiazdek przyznawanych przez Polski Związek Piłki Siatkowej ustalana jest m.in. poprzez wysokość puli nagród w turniejach siatkówki plażowej). Najwyższą trzygwiazdkową rangę turniej Plaża Open po raz pierwszy zyskał w 2015 roku w Legionowie. W latach 2018–2021 oraz 2024 w Białymstoku turnieje miały rangę Pucharu Polski.
W 2018 roku Plaża Open uzyskała pierwsze miejsce w badaniach na najbardziej medialną imprezę siatkówki plażowej w Polsce. Wartość mediowa siatkówki plażowej w sezonie 2019 wyniosła 21 mln zł, z czego 14,9 mln zł wygenerowała plaża Open. W 2020 roku wartość mediowa siatkówki plażowej została wyceniona na 11,2 mln zł, z czego wartość Plaży Open wyniosła 5,1 mln zł. W latach 2013–2020 wartość mediowa cyklu wyceniona przez firmę Pentagon Research wyniosła 54 150 828 zł.
Równocześnie z turniejami Plaża Open organizowane są młodzieżowe turnieje Młoda Plaża Open. Mogą brać w nich udział osoby, które nie ukończyły 18 roku życia.
W latach 2010–2024 turnieje Plaża Open zostały rozegrane w 26 miastach: Andrychów, Białystok, Bielsko-Biała, Cieszyn, Chorzów, Czeski Cieszyn, Dąbrowa Górnicza, Gdańsk, Jawor, Jelenia Góra, Kędzierzyn-Koźle, Kęty, Kraków, Kołobrzeg, Legionowo, Łódź, Mysłowice, Myślenice, Nowa Sól, Nowy Dwór Mazowiecki, Piła, Pszczyna, Rybnik, Ustroń, Wilkasy, Zamość.

## Sezony

### 2010
Cieszyn
- Data: 26-27.06.2010
- Typ turnieju: Turniej towarzyski
- Ranga: Turniej towarzyski
- Miejsce: Kąpielisko Miejskie

| Płeć      | I miejsce                          | II miejsce                             | III miejsce                      |
| --------- | ---------------------------------- | -------------------------------------- | -------------------------------- |
| Mężczyźni | Adrian Wiewióra Krzysztof Błachut  | Piotr Juroszek Jakub Wanat             | Mateusz Czarny Jakub Teter       |
| Kobiety   | Edyta Węcławek Magdalena Kosiarska | Anna Pietras Agnieszka Spaczek-Krzywoń | Monika Pisiut Agnieszka Szczypka |

Ustroń
- Data: 04-05.07.2010
- Typ turnieju: Turniej towarzyski
- Ranga: Turniej towarzyski
- Miejsce: Gimnazjum nr 2 w Ustroniu

| Płeć      | I miejsce                              | II miejsce                        | III miejsce                        |
| --------- | -------------------------------------- | --------------------------------- | ---------------------------------- |
| Mężczyźni | Mateusz Czarny Jakub Teter             | Krzysztof Błachut Adrian Wiewióra | Marcin Kondyjowski Tomasz Hamulski |
| Kobiety   | Anna Pietras Agnieszka Spaczek-Krzywoń | Sabina Żmija Anna Paździorek      | Małgorzata Płusa Joanna Szczurek   |

Bielsko-Biała
- Data: 10-11.07.2010
- Typ turnieju: Turniej towarzyski
- Ranga: Turniej towarzyski
- Miejsce: Kąpielisko Panorama

| Płeć      | I miejsce                    | II miejsce                      | III miejsce                       |
| --------- | ---------------------------- | ------------------------------- | --------------------------------- |
| Mężczyźni | Mateusz Czarny Jakub Teter   | Piotr Juroszek Jakub Wanat      | Krzysztof Błachut Adrian Wiewióra |
| Kobiety   | Anna Gorgoń Sandra Biernatek | Justyna Nieniczka Joanna Franek | Monika Pisiut Agnieszka Szczypka  |

### 2011
Cieszyn
- Data: 25-26.06.2011
- Typ turnieju: Turniej towarzyski
- Ranga: Turniej towarzyski
- Miejsce: Rynek

| Płeć      | I miejsce                               | II miejsce                        | III miejsce                    |
| --------- | --------------------------------------- | --------------------------------- | ------------------------------ |
| Mężczyźni | Jakub Wanat Mateusz Świstak             | Piotr Fengler Piotr Barciewicz    | Jarosław Wołczyk Michał Faryna |
| Kobiety   | Monika Pisiut Agnieszka Spaczek-Krzywoń | Joanna Furczyk Marzena Patryarcha | Weronika Turek Weronika Dusza  |

Kraków
- Data: 01-03.07.2011
- Typ turnieju: Turniej towarzyski
- Ranga: Turniej towarzyski
- Miejsce: Kryspinów

| Płeć      | I miejsce                       | II miejsce                              | III miejsce                      |
| --------- | ------------------------------- | --------------------------------------- | -------------------------------- |
| Mężczyźni | Michał Dzierwa Karol Szczepanik | Przemysław Ungeheuer Bartłomiej Błoński | Bartosz Dudek Zenon Matras       |
| Kobiety   | Agata Łaz Anastazja Bańska      | Katarzyna Baś Monika Materska           | Paulina Szczepanik Paulina Dudek |

Bielsko-Biała
- Data: 09-10.07.2011
- Typ turnieju: Turniej towarzyski
- Ranga: Turniej towarzyski
- Miejsce: Pływalnia „Start”

| Płeć      | I miejsce                          | II miejsce                      | III miejsce                |
| --------- | ---------------------------------- | ------------------------------- | -------------------------- |
| Mężczyźni | Wojciech Włodarczyk Artur Bagiński | Paweł Piwowarczyk Piotr Słonina | Kamil Kwasowski Artur Baca |
| Kobiety   | Sabina Żmija Anna Paździorek       | Monika Norys Iwona Urbańczyk    | Katarzyna Zubik Anna Ciuła |

Łódź
- Data: 23-24.07.2011
- Typ turnieju: Turniej towarzyski
- Ranga: Turniej towarzyski
- Miejsce: Stawy Jana

| Płeć      | I miejsce                            | II miejsce                  | III miejsce                         |
| --------- | ------------------------------------ | --------------------------- | ----------------------------------- |
| Mężczyźni | Bartłomiej Rebzda Bartosz Jesień     | Zenon Matras Bartosz Dudek  | Kacper Cieślak Mateusz Bartoszewicz |
| Kobiety   | Agnieszka Radkowiak Magdalena Rapacz | Kaja Rogala Karolina Rogala | Kamila Klajman Małgorzata Owczarek  |

Jelenia Góra
- Data: 30-31.07.2011
- Typ turnieju: Turniej towarzyski
- Ranga: Turniej towarzyski
- Miejsce: Basen miejski

| Płeć      | I miejsce                                | II miejsce                           | III miejsce                       |
| --------- | ---------------------------------------- | ------------------------------------ | --------------------------------- |
| Mężczyźni | Jerzy Tabaka Tomasz Romańczyk            | Radosław Grzelak Dawid Wójcik        | Patryk Łotocki Marcin Stempień    |
| Kobiety   | Aleksandra Deptuch Marcelina Wyszomirska | Paulina Michalkiewicz Marta Micińska | Anna Cześników Katarzyna Paszczyk |

Nowa Sól
- Data: 06-07.08.2011
- Typ turnieju: Turniej towarzyski
- Ranga: Turniej towarzyski
- Miejsce: MOSiR

| Płeć      | I miejsce                      | II miejsce                            | III miejsce                       |
| --------- | ------------------------------ | ------------------------------------- | --------------------------------- |
| Mężczyźni | Wojciech Lis Przemysław Jeton  | Dawid Witkiewicz Łukasz Zwierzchowski | Marcin Szczechowicz Bartosz Nowak |
| Kobiety   | Martyna Wardak Ilona Zielińska | Barbara Lech Aleksandra Grzywacz      | Monika Osajca Magdalena Masłowska |

Piła
- Data: 10-11.08.2011
- Typ turnieju: Turniej towarzyski
- Ranga: Turniej towarzyski
- Miejsce: Ośrodek Turystyczno-Wypoczynkowy „Płotki”

| Płeć      | I miejsce                          | II miejsce                          | III miejsce                             |
| --------- | ---------------------------------- | ----------------------------------- | --------------------------------------- |
| Mężczyźni | Tomasz Guziałek Andrzej Stankowski | Bartosz Kujawski Aleksander Mamełka | Mateusz Januszewski Roman Pilch         |
| Kobiety   | Anna Turska Agata Szrajber         | Rożek Sikorska                      | Katarzyna Wiśniowska Patrycja Strządała |

Białystok
- Data: 19-20.08.2011
- Typ turnieju: Turniej towarzyski
- Ranga: Turniej towarzyski
- Miejsce: Plaża Dojlidy

| Płeć      | I miejsce                  | II miejsce                     | III miejsce                   |
| --------- | -------------------------- | ------------------------------ | ----------------------------- |
| Mężczyźni | Tomasz Dudek Bartosz Dudek | Artur Kiersnowski Marek Birula | Damian Załęski Piotr Leończuk |

Wilkasy - finał
- Data: 27-28.08.2011
- Typ turnieju: Turniej towarzyski
- Ranga: Turniej towarzyski
- Miejsce: Centrum Sportu Akademickiego

| Płeć      | I miejsce                                | II miejsce                           | III miejsce                           |
| --------- | ---------------------------------------- | ------------------------------------ | ------------------------------------- |
| Mężczyźni | Andrzej Stankowski Tomasz Guziałek       | Urban Glinka                         | Arkadiusz Mickuń Arkadiusz Czajkowski |
| Kobiety   | Marcelina Wyszomirska Aleksandra Deptuch | Magdalena Rapacz Agnieszka Radkowiak | Weronika Dusza Weronika Turek         |

### 2012
Pszczyna
- Data: 01-03.06.2012
- Typ turnieju: Turniej towarzyski
- Ranga: Turniej towarzyski
- Miejsce: Rynek

| Płeć      | I miejsce                             | II miejsce                             | III miejsce                   |
| --------- | ------------------------------------- | -------------------------------------- | ----------------------------- |
| Mężczyźni | Wojciech Włodarczyk Artur Bagiński    | Bartłomiej Dzikowicz Jędrzej Brożyniak | Mateusz Kamiński Dawid Ogórek |
| Kobiety   | Karolina Sowała Magdalena Szczytowicz | Izabela Soja Aleksandra Filip          | Sabina Bogacz Anna Paździorek |

Cieszyn
- Data: 22-24.06.2012
- Typ turnieju: Turniej towarzyski
- Ranga: Turniej towarzyski
- Miejsce: Rynek

| Płeć      | I miejsce                         | II miejsce                           | III miejsce                             |
| --------- | --------------------------------- | ------------------------------------ | --------------------------------------- |
| Mężczyźni | Karol Szczepanik Michał Matyja    | Kamil Kwasowski Kamil Gilner         | Marcin Brzeziński Roman Andrys          |
| Kobiety   | Edyta Małusecka Agnieszka Mitręga | Magdalena Rapacz Agnieszka Radkowiak | Monika Pisiut Agnieszka Spaczek-Krzywoń |

Bielsko-Biała
- Data: 06-08.07.2012
- Typ turnieju: Turniej towarzyski
- Ranga: Turniej towarzyski
- Miejsce: Pływalnia „Start”

| Płeć      | I miejsce                           | II miejsce                           | III miejsce                               |
| --------- | ----------------------------------- | ------------------------------------ | ----------------------------------------- |
| Mężczyźni | Wojciech Włodarczyk Kamil Kwasowski | Marcin Brzeziński Roman Andrys       | Michał Orczykowski Piotr Kożuch           |
| Kobiety   | Izabela Soja Aleksandra Filip       | Wioletta Komisarczyk Barbara Adamska | Patrycja Giemza Wiktoria Staszak-Staszków |

Kędzierzyn-Koźle
- Data: 13-15.07.2012
- Typ turnieju: Turniej towarzyski
- Ranga: Turniej towarzyski
- Miejsce: Stadion „Kuźniczka”

| Płeć      | I miejsce                      | II miejsce                                | III miejsce                  |
| --------- | ------------------------------ | ----------------------------------------- | ---------------------------- |
| Mężczyźni | Radosław Zbierski Dawid Ogórek | Marcin Brzeziński Roman Andrys            | Miłosz Tokarski Piotr Kożuch |
| Kobiety   | Beata Gałek Barbara Adamska    | Magdalena Szczytowicz Agnieszka Pręgowska | Joanna Moczko Julia Budny    |

Jawor
- Data: 20-22.07.2012
- Typ turnieju: Turniej towarzyski
- Ranga: Turniej towarzyski
- Miejsce: Ośrodek Jawornik

| Płeć      | I miejsce                            | II miejsce                               | III miejsce                    |
| --------- | ------------------------------------ | ---------------------------------------- | ------------------------------ |
| Mężczyźni | Marcin Brzeziński Roman Andrys       | Piotr Słonina Karol Szczepanik           | Marcin Stempień Patryk Łotocki |
| Kobiety   | Aleksandra Sztobryn Beata Szulgowska | Aleksandra Deptuch Marcelina Wyszomirska | Kaja Rogala Karolina Rogala    |

Piła
- Data: 08-09.08.2012
- Typ turnieju: Turniej towarzyski
- Ranga: Turniej o Puchar Miasta Piła
- Miejsce: Ośrodek Turystyczno-Wypoczynkowy „Płotki”

| Płeć      | I miejsce                         | II miejsce                     | III miejsce                     |
| --------- | --------------------------------- | ------------------------------ | ------------------------------- |
| Mężczyźni | Marcin Brzeziński Roman Andrys    | Krzysztof Baran Patryk Baran   | Michał Matyja Karol Szczepanik  |
| Kobiety   | Ilona Zielińska Anna Urych-Turska | Maria Włoch Joanna Szczepaniak | Dominika Woźniak Maria Tuliszka |

Piła - finał
- Data: 10-11.08.2012
- Typ turnieju: Turniej towarzyski
- Ranga: Finał cyklu Plaża Open 2012
- Miejsce: Ośrodek Turystyczno-Wypoczynkowy „Płotki”

| Płeć      | I miejsce                         | II miejsce                       | III miejsce                              |
| --------- | --------------------------------- | -------------------------------- | ---------------------------------------- |
| Mężczyźni | Dawid Ogórek Radosław Zbierski    | Michał Sadowski Łukasz Przybylak | Michał Matyja Karol Szczepanik           |
| Kobiety   | Ilona Zielińska Anna Urych-Turska | Maria Włoch Joanna Szczepaniak   | Aleksandra Deptuch Marcelina Wyszomirska |

### 2013
Kęty
- Data: 14-16.06.2013
- Typ turnieju: Eliminacje Mistrzostw Polski
- Ranga: 2*
- Miejsce: Teren OSiR obok Hali Sportowej, os. Nad Sołą 29

| Płeć      | I miejsce                             | II miejsce                      | III miejsce                      |
| --------- | ------------------------------------- | ------------------------------- | -------------------------------- |
| Mężczyźni | Piotr Janiak Dawid Popek              | Marcin Brzeziński Mariusz Jajus | Maciej Kałuża Aleksander Mamełka |
| Kobiety   | Katarzyna Urban Magdalena Szczytowicz | Aleksandra Filip Izabela Soja   | Magdalena Saad Paulina Gajewska  |

Cieszyn
- Data: 28-30.06.2013
- Typ turnieju: Turniej towarzyski
- Ranga: Turniej towarzyski
- Miejsce: Rynek

| Płeć      | I miejsce                             | II miejsce                       | III miejsce                   |
| --------- | ------------------------------------- | -------------------------------- | ----------------------------- |
| Mężczyźni | Artur Baca Kamil Kwasowski            | Kamil Łyczko Robert Szczerbaniuk | Krzysztof Baran Patryk Baran  |
| Kobiety   | Katarzyna Urban Magdalena Szczytowicz | Kinga Hatala Kinga Kozyra        | Aleksandra Filip Izabela Soja |

Chorzów
- Data: 05-07.07.2013
- Typ turnieju: Turniej towarzyski
- Ranga: Turniej towarzyski
- Miejsce: Park Śląski

| Płeć      | I miejsce                     | II miejsce                           | III miejsce                     |
| --------- | ----------------------------- | ------------------------------------ | ------------------------------- |
| Mężczyźni | Artur Baca Kamil Kwasowski    | Tomasz Wierzbicki Mateusz Łysikowski | Mariusz Jajus Marcin Brzeziński |
| Kobiety   | Aleksandra Filip Izabela Soja | Kinga Hatala Kinga Kozyra            | Marika Babczyńska Agata Oleksy  |

Bielsko-Biała
- Data: 12-14.07.2013
- Typ turnieju: Turniej towarzyski
- Ranga: Turniej towarzyski
- Miejsce: Pływalnia „Start”

| Płeć      | I miejsce                              | II miejsce                              | III miejsce                          |
| --------- | -------------------------------------- | --------------------------------------- | ------------------------------------ |
| Mężczyźni | Bartłomiej Dzikowicz Jędrzej Brożyniak | Miłosz Tokarski Piotr Kożuch            | Artur Baca Kamil Kwasowski           |
| Kobiety   | Aleksandra Baron Joanna Gryma          | Wioletta Komisarczyk Marzena Patryarcha | Karolina Baran Aleksandra Wróblewska |

Łódź
- Data: 19-21.07.2013
- Typ turnieju: Eliminacje Mistrzostw Polski
- Ranga: 2*
- Miejsce: Manufaktura

| Płeć      | I miejsce                    | II miejsce                             | III miejsce                           |
| --------- | ---------------------------- | -------------------------------------- | ------------------------------------- |
| Mężczyźni | Piotr Janiak Dawid Popek     | Jędrzej Brożyniak Bartłomiej Dzikowicz | Sebastian Kaczmarek Łukasz Kaczmarek  |
| Kobiety   | Aleksandra Theis Luisa Niemc | Daria Paszek Jagoda Gruszczyńska       | Katarzyna Urban Magdalena Szczytowicz |

Andrychów
- Data: 26-28.07.2013
- Typ turnieju: Turniej towarzyski
- Ranga: Turniej towarzyski
- Miejsce: Plac Mickiewicza

| Płeć      | I miejsce                                       | II miejsce                        | III miejsce                      |
| --------- | ----------------------------------------------- | --------------------------------- | -------------------------------- |
| Mężczyźni | Adam Parcej Dariusz Tkaczuk                     | Tomasz Tomczyk Grzegorz Wójtowicz | Robert Szczerbaniuk Kamil Łyczko |
| Kobiety   | Magdalena Szczytowicz Wiktoria Staszak-Staszków | Paulina Radziwon Dominika Horbacz | Iwona Urbańczyk Monika Norys     |

Piła
- Data: 01-04.08.2013
- Typ turnieju: Eliminacje Mistrzostw Polski
- Ranga: 2*
- Miejsce: Ośrodek Turystyczno-Wypoczynkowy „Płotki”

| Płeć      | I miejsce                          | II miejsce                   | III miejsce                                     |
| --------- | ---------------------------------- | ---------------------------- | ----------------------------------------------- |
| Mężczyźni | Damian Wojtasik Jarosław Lech      | Maciej Rudol Maciej Kosiak   | Kacper Kujawiak Michał Bryl                     |
| Kobiety   | Jagoda Gruszczyńska Karolina Baran | Aleksandra Theis Luisa Niemc | Wiktoria Staszak-Staszków Magdalena Szczytowicz |

### 2014
Kęty
- Data: 29.05 – 01.06.2014
- Typ turnieju: Eliminacje Mistrzostw Polski
- Ranga: 2*
- Miejsce: Teren OSiR obok Hali Sportowej, os. Nad Sołą 29

| Płeć      | I miejsce                          | II miejsce                           | III miejsce                            |
| --------- | ---------------------------------- | ------------------------------------ | -------------------------------------- |
| Mężczyźni | Wojciech Włodarczyk Bartosz Łosiak | Sebastian Sobczak Michał Makowski    | Jędrzej Brożyniak Bartłomiej Dzikowicz |
| Kobiety   | Martyna Wardak Joanna Wiatr        | Agnieszka Wołoszyn Karolina Suwińska | Maria Włoch Natalia Gruszczyńska       |

Cieszyn
- Data: 03-06.07.2014
- Typ turnieju: Eliminacje Mistrzostw Polski
- Ranga: 2*
- Miejsce: Rynek

| Płeć      | I miejsce                              | II miejsce                      | III miejsce                         |
| --------- | -------------------------------------- | ------------------------------- | ----------------------------------- |
| Mężczyźni | Adam Parcej Mateusz Radojewski         | Jarosław Lech Sebastian Sobczak | Kamil Kwasowski Wojciech Włodarczyk |
| Kobiety   | Katarzyna Kociołek Jagoda Gruszczyńska | Agata Oleksy Dorota Strąg       | Maria Włoch Karolina Baran          |

Rybnik
- Data: 11-13.07.2014
- Typ turnieju: Eliminacje Mistrzostw Polski
- Ranga: 2*
- Miejsce: Kąpielisko „Ruda”

| Płeć      | I miejsce                       | II miejsce                             | III miejsce                     |
| --------- | ------------------------------- | -------------------------------------- | ------------------------------- |
| Mężczyźni | Jarosław Lech Sebastian Sobczak | Jędrzej Brożyniak Bartłomiej Dzikowicz | Dominik Witczak Damian Wojtasik |
| Kobiety   | Martyna Wardak Joanna Wiatr     | Katarzyna Kociołek Jagoda Gruszczyńska | Izabela Kożon Aleksandra Zdon   |

Łódź
- Data: 17-20.07.2014
- Typ turnieju: Eliminacje Mistrzostw Polski
- Ranga: 2*
- Miejsce: Manufaktura

| Płeć      | I miejsce                              | II miejsce                             | III miejsce                          |
| --------- | -------------------------------------- | -------------------------------------- | ------------------------------------ |
| Mężczyźni | Dominik Witczak Damian Wojtasik        | Jędrzej Brożyniak Bartłomiej Dzikowicz | Kacper Kujawiak Maciej Rudol         |
| Kobiety   | Katarzyna Kociołek Jagoda Gruszczyńska | Martyna Wardak Joanna Wiatr            | Agnieszka Wołoszyn Karolina Suwińska |

Nowy Dwór Mazowiecki
- Data: 25-27.07.2014
- Typ turnieju: Eliminacje Mistrzostw Polski
- Ranga: 2*
- Miejsce: Hotel BEST WESTERN Airport Modlin

| Płeć      | I miejsce                              | II miejsce                        | III miejsce                    |
| --------- | -------------------------------------- | --------------------------------- | ------------------------------ |
| Mężczyźni | Jędrzej Brożyniak Bartłomiej Dzikowicz | Jarosław Lech Wojciech Włodarczyk | Adam Parcej Mateusz Radojewski |
| Kobiety   | Agnieszka Wołoszyn Karolina Suwińska   | Magdalena Saad Michalina Tokarska | Katrien Gielen Marta Sobolska  |

Piła
- Data: 01-03.08.2014
- Typ turnieju: Eliminacje Mistrzostw Polski
- Ranga: 2*
- Miejsce: Ośrodek Turystyczno-Wypoczynkowy „Płotki”

| Płeć      | I miejsce                              | II miejsce                         | III miejsce                          |
| --------- | -------------------------------------- | ---------------------------------- | ------------------------------------ |
| Mężczyźni | Jędrzej Brożyniak Bartłomiej Dzikowicz | Jarosław Lech Wojciech Włodarczyk  | Adam Parcej Mateusz Radojewski       |
| Kobiety   | Martyna Wardak Joanna Wiatr            | Jagoda Gruszczyńska Karolina Baran | Agnieszka Wołoszyn Karolina Suwińska |

### 2015
Legionowo
- Data: 27-29.06.2015
- Typ turnieju: Eliminacje Mistrzostw Polski
- Ranga: 2* (turniej kobiet), 3* (turniej mężczyzn)
- Miejsce: Boiska przy Arenie Legionowo

| Płeć      | I miejsce                       | II miejsce                          | III miejsce                            |
| --------- | ------------------------------- | ----------------------------------- | -------------------------------------- |
| Mężczyźni | Kacper Kujawiak Michał Bryl     | Bartosz Dzikowicz Jędrzej Brożyniak | Dominik Witczak Łukasz Kaczmarek       |
| Kobiety   | Katarzyna Kociołek Dorota Strąg | Martyna Wardak Joanna Wiatr         | Aleksandra Baron Magdalena Szczytowicz |

Białystok
- Data: 03-05.07.2015
- Typ turnieju: Eliminacje Mistrzostw Polski
- Ranga: 2*
- Miejsce: Plaża Miejska Dojlidy

| Płeć      | I miejsce                       | II miejsce                             | III miejsce                     |
| --------- | ------------------------------- | -------------------------------------- | ------------------------------- |
| Mężczyźni | Adam Parcej Mateusz Radojewski  | Bartłomiej Dzikowicz Jędrzej Brożyniak | Bartek Malec Bartłomiej Kiernoz |
| Kobiety   | Katarzyna Kociołek Dorota Strąg | Martyna Wardak Joanna Wiatr            | Magdalena Saad Aleksandra Theis |

Chorzów
- Data: 10-12.07.2015
- Typ turnieju: Eliminacje Mistrzostw Polski
- Ranga: 2*
- Miejsce: Park Śląski

| Płeć      | I miejsce                           | II miejsce                      | III miejsce                         |
| --------- | ----------------------------------- | ------------------------------- | ----------------------------------- |
| Mężczyźni | Dominik Witczak Sebastian Kaczmarek | Bartek Malec Bartłomiej Kiernoz | Bartosz Mariański Kamil Radzikowski |
| Kobiety   | Katarzyna Kociołek Dorota Strąg     | Martyna Wardak Maria Włoch      | Magdalena Saad Aleksandra Theis     |

Łódź
- Data: 15-17.07.2015
- Typ turnieju: Eliminacje Mistrzostw Polski
- Ranga: 2*
- Miejsce: Manufaktura

| Płeć      | I miejsce                   | II miejsce                      | III miejsce                            |
| --------- | --------------------------- | ------------------------------- | -------------------------------------- |
| Mężczyźni | Adam Parcej Damian Wojtasik | Bartek Malec Bartłomiej Kiernoz | Bartłomiej Dzikowicz Jędrzej Brożyniak |
| Kobiety   | Martyna Wardak Joanna Wiatr | Magdalena Saad Aleksandra Theis | Agata Trybuła Martyna Kłoda            |

Rybnik
- Data: 24-26.07.2015
- Typ turnieju: Eliminacje Mistrzostw Polski
- Ranga: 2*
- Miejsce: Kąpielisko Ruda

| Płeć      | I miejsce                      | II miejsce                         | III miejsce                            |
| --------- | ------------------------------ | ---------------------------------- | -------------------------------------- |
| Mężczyźni | Adam Parcej Mateusz Radojewski | Bartek Malec Bartłomiej Kiernoz    | Bartłomiej Dzikowicz Jędrzej Brożyniak |
| Kobiety   | Martyna Wardak Joanna Wiatr    | Katarzyna Kociołek Paulina Stasiak | Agata Trybuła Agnieszka Adamek         |

Piła
- Data: 31.07-02.08.2015
- Typ turnieju: Eliminacje Mistrzostw Polski
- Ranga: 2*
- Miejsce: Ośrodek Turystyczno-Wypoczynkowy „Płotki”

| Płeć      | I miejsce                          | II miejsce                             | III miejsce                      |
| --------- | ---------------------------------- | -------------------------------------- | -------------------------------- |
| Mężczyźni | Adrian Białecki Bartosz Pietroczuk | Tomasz Wierzbicki Artur Wierzbicki     | Łukasz Przybylak Michał Sadowski |
| Kobiety   | Martyna Wardak Joanna Wiatr        | Aleksandra Baron Magdalena Szczytowicz | Anna Urych-Turska Julia Jurczyk  |

Gdańsk
- Data: 08-10.08.2015
- Typ turnieju: Eliminacje Mistrzostw Polski
- Ranga: 2* (turniej kobiet), 3* (turniej mężczyzn)
- Miejsce: Brzeźno

| Płeć      | I miejsce                        | II miejsce                             | III miejsce                            |
| --------- | -------------------------------- | -------------------------------------- | -------------------------------------- |
| Mężczyźni | Dominik Witczak Łukasz Kaczmarek | Stanisław Wawrzyńczyk Piotr Ilewicz    | Bartłomiej Dzikowicz Jędrzej Brożyniak |
| Kobiety   | Katarzyna Kociołek Dorota Strąg  | Aleksandra Chyła Karolina Kirszenstein | Martyna Wardak Aleksandra Theis        |

### 2016
Gdańsk
- Data: 01-03.07.2016
- Typ turnieju: Eliminacje Mistrzostw Polski
- Ranga: 2*
- Miejsce: Brzeźno

| Płeć      | I miejsce                         | II miejsce                           | III miejsce                        |
| --------- | --------------------------------- | ------------------------------------ | ---------------------------------- |
| Mężczyźni | Marcin Ociepski Piotr Łukasik     | Mateusz Łysikowski Martin Chiniewicz | Bartek Malec Bartłomiej Kiernoz    |
| Kobiety   | Katarzyna Kociołek Martyna Wardak | Izabela Soja Marta Szajer            | Agnieszka Wołoszyn Aleksandra Zdon |

Rybnik
- Data: 08-10.07.2016
- Typ turnieju: Eliminacje Mistrzostw Polski
- Ranga: 2*
- Miejsce: Kąpielisko Ruda

| Płeć      | I miejsce                         | II miejsce                         | III miejsce                           |
| --------- | --------------------------------- | ---------------------------------- | ------------------------------------- |
| Mężczyźni | Bartłomiej Dzikowicz Adam Parcej  | Bartek Malec Bartłomiej Kiernoz    | Wojciech Włodarczyk Kamil Kwasowski   |
| Kobiety   | Katarzyna Kociołek Magdalena Saad | Agnieszka Wołoszyn Aleksandra Zdon | Natalia Gruszczyńska Agnieszka Adamek |

Łódź
- Data: 15-17.07.2016
- Typ turnieju: Eliminacje Mistrzostw Polski
- Ranga: 2*
- Miejsce: Manufaktura

| Płeć      | I miejsce                         | II miejsce                       | III miejsce                         |
| --------- | --------------------------------- | -------------------------------- | ----------------------------------- |
| Mężczyźni | Marcin Ociepski Piotr Łukasik     | Bartłomiej Dzikowicz Adam Parcej | Wojciech Włodarczyk Kamil Kwasowski |
| Kobiety   | Katarzyna Kociołek Martyna Wardak | Magdalena Saad Dominika Horbacz  | Agnieszka Wołoszyn Aleksandra Zdon  |

Zamość
- Data: 22-24.07.2016
- Typ turnieju: Eliminacje Mistrzostw Polski
- Ranga: 2*
- Miejsce: Rynek Wielki

| Płeć      | I miejsce                        | II miejsce                                | III miejsce                           |
| --------- | -------------------------------- | ----------------------------------------- | ------------------------------------- |
| Mężczyźni | Bartłomiej Dzikowicz Adam Parcej | Mateusz Łysikowski Mateusz Paszkowski     | Bartosz Kujawski Kamil Kwasowski      |
| Kobiety   | Martyna Wardak Magdalena Saad    | Magdalena Rapacz-Matras Sandra Szychowska | Natalia Gruszczyńska Agnieszka Adamek |

Białystok
- Data: 29-31.07.2016
- Typ turnieju: Eliminacje Mistrzostw Polski
- Ranga: 2*
- Miejsce: Plaża Miejska Dojlidy

| Płeć      | I miejsce                         | II miejsce                       | III miejsce                        |
| --------- | --------------------------------- | -------------------------------- | ---------------------------------- |
| Mężczyźni | Bartek Malec Bartłomiej Kiernoz   | Bartłomiej Dzikowicz Adam Parcej | Jakub Zdybek Paweł Lewandowski     |
| Kobiety   | Martyna Wardak Katarzyna Kociołek | Magdalena Saad Izabela Soja      | Michalina Tokarska Justyna Tylutki |

### 2017
Gdańsk
- Data: 30.06-02.07.2017
- Typ turnieju: Eliminacje Mistrzostw Polski
- Ranga: 3*
- Miejsce: Brzeźno

| Płeć      | I miejsce                                 | II miejsce                       | III miejsce                          |
| --------- | ----------------------------------------- | -------------------------------- | ------------------------------------ |
| Mężczyźni | Marcin Ociepski Piotr Łukasik             | Bartłomiej Dzikowicz Adam Parcej | Jędrzej Brożyniak Piotr Janiak       |
| Kobiety   | Magdalena Rapacz-Matras Sandra Szychowska | Magdalena Saad Izabela Błasiak   | Katarzyna Szałankiewicz Joanna Wiatr |

Zamość
- Data: 07-09.07.2017
- Typ turnieju: Eliminacje Mistrzostw Polski
- Ranga: 3*
- Miejsce: Rynek Wielki

| Płeć      | I miejsce                        | II miejsce                            | III miejsce                        |
| --------- | -------------------------------- | ------------------------------------- | ---------------------------------- |
| Mężczyźni | Bartłomiej Dzikowicz Adam Parcej | Marcin Ociepski Piotr Łukasik         | Jakub Czubiński Bartek Malec       |
| Kobiety   | Magdalena Saad Izabela Błasiak   | Agnieszka Adamek Natalia Gruszczyńska | Aleksandra Zdon Paulina Biranowska |

Łódź
- Data: 13-16.07.2017
- Typ turnieju: Eliminacje Mistrzostw Polski
- Ranga: 3*
- Miejsce: Manufaktura

| Płeć      | I miejsce                      | II miejsce                         | III miejsce                               |
| --------- | ------------------------------ | ---------------------------------- | ----------------------------------------- |
| Mężczyźni | Rafał Maluchnik Michał Tomczak | Krystian Pachliński Kamil Warzocha | Mateusz Zarankiewicz Adrian Białecki      |
| Kobiety   | Magdalena Saad Izabela Błasiak | Aleksandra Zdon Paulina Biranowska | Magdalena Rapacz-Matras Sandra Szychowska |

Rybnik
- Data: 20-22.07.2017
- Typ turnieju: Eliminacje Mistrzostw Polski
- Ranga: 3*
- Miejsce: Kąpielisko Ruda

| Płeć      | I miejsce                      | II miejsce                            | III miejsce                        |
| --------- | ------------------------------ | ------------------------------------- | ---------------------------------- |
| Mężczyźni | Jędrzej Brożyniak Piotr Janiak | Adam Andrys Roman Andrys              | Bartłomiej Dzikowicz Adam Parcej   |
| Kobiety   | Magdalena Saad Izabela Błasiak | Agnieszka Adamek Natalia Gruszczyńska | Aleksandra Zdon Paulina Biranowska |

Białystok
- Data: 28-30.07.2017
- Typ turnieju: Eliminacje Mistrzostw Polski
- Ranga: 3*
- Miejsce: Plaża Miejska Dojlidy

| Płeć      | I miejsce                          | II miejsce                     | III miejsce                               |
| --------- | ---------------------------------- | ------------------------------ | ----------------------------------------- |
| Mężczyźni | Bartłomiej Dzikowicz Adam Parcej   | Jędrzej Brożyniak Piotr Janiak | Michał Kądzioła Bartek Malec              |
| Kobiety   | Aleksandra Zdon Paulina Biranowska | Magdalena Saad Izabela Błasiak | Magdalena Rapacz-Matras Sandra Szychowska |

### 2018
Dąbrowa Górnicza
- Data: 29.06-01.07.2018
- Typ turnieju: Eliminacje Mistrzostw Polski
- Ranga: 3*
- Miejsce: Centrum Sportów Letnich Park Zielona

| Płeć      | I miejsce                        | II miejsce                         | III miejsce                      |
| --------- | -------------------------------- | ---------------------------------- | -------------------------------- |
| Mężczyźni | Piotr Janiak Jędrzej Brożyniak   | Bartłomiej Dzikowicz Adam Parcej   | Martin Chiniewicz Michał Korycki |
| Kobiety   | Magdalena Saad Agata Wawrzyńczyk | Kinga Legieta Aleksandra Wachowicz | Aneta Kaczmarek Monika Brzostek  |

Rybnik
- Data: 06-08.07.2018
- Typ turnieju: Eliminacje Mistrzostw Polski
- Ranga: 3*
- Miejsce: Kąpielisko Ruda

| Płeć      | I miejsce                        | II miejsce                               | III miejsce                        |
| --------- | -------------------------------- | ---------------------------------------- | ---------------------------------- |
| Mężczyźni | Martin Chiniewicz Michał Korycki | Bartłomiej Dzikowicz Adam Parcej         | Bartosz Pietruczuk Adrian Białecki |
| Kobiety   | Magdalena Saad Agata Wawrzyńczyk | Magdalena Szczytowicz Michalina Tokarska | Aleksandra Zdon Paulina Biranowska |

Łódź
- Data: 11-13.07.2018
- Typ turnieju: Eliminacje Mistrzostw Polski
- Ranga: 2*
- Miejsce: Manufaktura

| Płeć      | I miejsce                      | II miejsce                            | III miejsce                          |
| --------- | ------------------------------ | ------------------------------------- | ------------------------------------ |
| Mężczyźni | Piotr Janiak Jędrzej Brożyniak | Jarosław Lech Marcin Ociepski         | Patrikas Stankevicius Matas Navickas |
| Kobiety   | Martyna Kłoda Agata Ceynowa    | Agnieszka Adamek Natalia Gruszczyńska | Magdalena Saad Agata Wawrzyńczyk     |

Zamość
- Data: 20-22.07.2018
- Typ turnieju: Eliminacje Mistrzostw Polski
- Ranga: 3*
- Miejsce: Rynek Wielki

| Płeć      | I miejsce                        | II miejsce                                | III miejsce                      |
| --------- | -------------------------------- | ----------------------------------------- | -------------------------------- |
| Mężczyźni | Bartłomiej Dzikowicz Adam Parcej | Piotr Janiak Jędrzej Brożyniak            | Roman Andrys Adam Andrys         |
| Kobiety   | Aneta Kaczmarek Monika Brzostek  | Sandra Szychowska Magdalena Rapacz-Matras | Magdalena Saad Agata Wawrzyńczyk |

Białystok
- Data: 27-29.07.2018
- Typ turnieju: Puchar Polski, Eliminacje Mistrzostw Polski

- Ranga: 3*

- Miejsce: Plaża Miejska Dojlidy

| Płeć      | I miejsce                          | II miejsce                      | III miejsce                      |
| --------- | ---------------------------------- | ------------------------------- | -------------------------------- |
| Mężczyźni | Piotr Janiak Jędrzej Brożyniak     | Bartek Malec Michał Kądzioła    | Maciej Kałuża Adrian Sdebel      |
| Kobiety   | Kinga Legieta Aleksandra Wachowicz | Aneta Kaczmarek Monika Brzostek | Magdalena Saad Agata Wawrzyńczyk |

### 2019
Zamość
- Data: 28-30.06.2019
- Typ turnieju: Eliminacje Mistrzostw Polski
- Ranga: 3*
- Miejsce: Rynek Wielki

| Płeć      | I miejsce                              | II miejsce                       | III miejsce                    |
| --------- | -------------------------------------- | -------------------------------- | ------------------------------ |
| Mężczyźni | Maciej Rudol Mikołaj Miszczuk          | Adam Andrys Roman Andrys         | Jędrzej Brożyniak Piotr Janiak |
| Kobiety   | Monika Brzostek Aleksandra Gromadowska | Izabela Błasiak Agnieszka Adamek | Magdalena Saad Dorota Strąg    |

Mysłowice
- Data: 05-07.07.2019
- Typ turnieju: Eliminacje Mistrzostw Polski
- Ranga: 3*
- Miejsce: Słupna

| Płeć      | I miejsce                        | II miejsce                     | III miejsce                        |
| --------- | -------------------------------- | ------------------------------ | ---------------------------------- |
| Mężczyźni | Mikołaj Miszczuk Mariusz Prudel  | Jędrzej Brożyniak Piotr Janiak | Adam Andrys Roman Andrys           |
| Kobiety   | Izabela Błasiak Agnieszka Adamek | Magdalena Saad Kinga Legieta   | Aleksandra Zdon Izabela Zackiewicz |

Łódź
- Data: 12-14.07.2019
- Typ turnieju: Eliminacje Mistrzostw Polski
- Ranga: 2*
- Miejsce: Manufaktura

| Płeć      | I miejsce                        | II miejsce                         | III miejsce                             |
| --------- | -------------------------------- | ---------------------------------- | --------------------------------------- |
| Mężczyźni | Rafał Maluchnik Michał Głowacki  | Jakub Czubiński Marcin Kapuśniak   | Janusz Prus Filip Brandt                |
| Kobiety   | Paula Słonecka Julia Gierczyńska | Agnieszka Wołoszyn Joanna Kujawska | Karolina Bednarek Karolina Kirszenstein |

Rybnik
- Data: 19-21.07.2019
- Typ turnieju: Eliminacje Mistrzostw Polski
- Ranga: 3*
- Miejsce: Kąpielisko Ruda

| Płeć      | I miejsce                        | II miejsce                      | III miejsce                      |
| --------- | -------------------------------- | ------------------------------- | -------------------------------- |
| Mężczyźni | Jędrzej Brożyniak Piotr Janiak   | Marcin Ociepski Michał Kądzioła | Michał Korycki Martin Chiniewicz |
| Kobiety   | Izabela Błasiak Agnieszka Adamek | Magdalena Saad Dorota Strąg     | Justyna Łukaszewska Olga Klocek  |

Białystok
- Data: 26-28.07.2019
- Typ turnieju: Puchar Polski, Eliminacje Mistrzostw Polski
- Ranga: 3*
- Miejsce: Plaża Miejska Dojlidy

| Płeć      | I miejsce                                | II miejsce                       | III miejsce                 |
| --------- | ---------------------------------------- | -------------------------------- | --------------------------- |
| Mężczyźni | Jędrzej Brożyniak Piotr Janiak           | Maciej Kałuża Paweł Lewandowski  | Adam Andrys Roman Andrys    |
| Kobiety   | Jagoda Gruszczyńska Aleksandra Wachowicz | Izabela Błasiak Agnieszka Adamek | Magdalena Saad Dorota Strąg |

### 2020
Kołobrzeg
- Data: 31.07-02.08.2020
- Typ turnieju: Eliminacje Mistrzostw Polski
- Ranga: 1* (turniej kobiet), 2* (turniej mężczyzn)
- Miejsce: Plaża Milenium

| Płeć      | I miejsce                        | II miejsce                         | III miejsce                   |
| --------- | -------------------------------- | ---------------------------------- | ----------------------------- |
| Mężczyźni | Bartosz Łosiak Piotr Kantor      | Jędrzej Brożyniak Piotr Janiak     | Miłosz Kruk Maciej Rudol      |
| Kobiety   | Jagoda Gruszczyńska Dorota Strąg | Aleksandra Zdon Paulina Biranowska | Monika Brzostek Agata Ceynowa |

Cieszyn
- Data: 07-09.08.2020
- Typ turnieju: Eliminacje Mistrzostw Polski
- Ranga: 2*
- Miejsce: Rynek

| Płeć      | I miejsce                            | II miejsce                             | III miejsce                      |
| --------- | ------------------------------------ | -------------------------------------- | -------------------------------- |
| Mężczyźni | Jarosław Lech Michał Korycki         | Michał Kądzioła Wiktor Mielczarek      | Bartosz Lewicki Tomasz Maziarek  |
| Kobiety   | Michaela Kubickova Michala Kvapilova | Melania Marcinowska Katarzyna Kociołek | Jagoda Gruszczyńska Dorota Strąg |

Myślenice
- Data: 14-16.08.2020
- Typ turnieju: Eliminacje Mistrzostw Polski
- Ranga: 1* (turniej kobiet), 2* (turniej mężczyzn)
- Miejsce: Zarabie

| Płeć      | I miejsce                              | II miejsce                        | III miejsce                        |
| --------- | -------------------------------------- | --------------------------------- | ---------------------------------- |
| Mężczyźni | Bartosz Łosiak Piotr Kantor            | Michał Kądzioła Wiktor Mielczarek | Jędrzej Brożyniak Piotr Janiak     |
| Kobiety   | Monika Brzostek Aleksandra Gromadowska | Justyna Łukaszewska Olga Klocek   | Aleksandra Zdon Paulina Biranowska |

Białystok
- Data: 21-23.08.2020
- Typ turnieju: Puchar Polski, Eliminacje Mistrzostw Polski
- Ranga: 2*
- Miejsce: Plaża Miejska Dojlidy

| Płeć      | I miejsce                       | II miejsce                                         | III miejsce                        |
| --------- | ------------------------------- | -------------------------------------------------- | ---------------------------------- |
| Mężczyźni | Jarosław Lech Michał Korycki    | Rafał Maluchnik Paweł Pietkiewicz                  | Piotr Ilewicz Josip Pribanić       |
| Kobiety   | Jagoda Gruszczyńska Marta Łodej | Małgorzata Szajewska-Skuta Magdalena Rapacz-Matras | Aleksandra Zdon Paulina Biranowska |

### 2021
Cieszyn
- Data: 16-18.07.2021
- Typ turnieju: Eliminacje Mistrzostw Polski
- Ranga: 3*
- Miejsce: Rynek, Kąpielisko Miejskie, Kompleks boisk "Pod Wałką"

| Płeć      | I miejsce                            | II miejsce                       | III miejsce                              |
| --------- | ------------------------------------ | -------------------------------- | ---------------------------------------- |
| Mężczyźni | Jakub Zdybek Paweł Lewandowski       | Marcin Ociepski Michał Kądzioła  | Jarosław Lech Michał Korycki             |
| Kobiety   | Michala Kvapilova Michaela Kubickova | Agata Wawrzyńczyk Magdalena Saad | Magdalena Szczytowicz Michalina Tokarska |

Myślenice
- Data: 07-10.08.2021
- Typ turnieju: Eliminacje Mistrzostw Polski
- Ranga: 3*
- Miejsce: Zarabie

| Płeć      | I miejsce                                 | II miejsce                       | III miejsce                              |
| --------- | ----------------------------------------- | -------------------------------- | ---------------------------------------- |
| Mężczyźni | Jakub Szałankiewicz Miłosz Kruk           | Jakub Zdybek Paweł Lewandowski   | Jędrzej Brożyniak Piotr Janiak           |
| Kobiety   | Magdalena Rapacz-Matras Sandra Szychowska | Agata Wawrzyńczyk Magdalena Saad | Magdalena Szczytowicz Michalina Tokarska |

Kołobrzeg
- Data: 13-15.08.2021
- Typ turnieju: Eliminacje Mistrzostw Polski
- Ranga: 3*
- Miejsce: Kołobrzeg - Plaża

| Płeć      | I miejsce                       | II miejsce                                | III miejsce                      |
| --------- | ------------------------------- | ----------------------------------------- | -------------------------------- |
| Mężczyźni | Marcin Ociepski Michał Kądzioła | Jędrzej Brożyniak Piotr Janiak            | Jakub Zdybek Paweł Lewandowski   |
| Kobiety   | Marta Łodej Agata Ceynowa       | Magdalena Rapacz-Matras Sandra Szychowska | Agata Wawrzyńczyk Magdalena Saad |

Białystok
- Data: 20-22.08.2021
- Typ turnieju: Puchar Polski, Eliminacje Mistrzostw Polski
- Ranga: 3*
- Miejsce: Plaża Miejska Dojlidy

| Płeć      | I miejsce                        | II miejsce                          | III miejsce                               |
| --------- | -------------------------------- | ----------------------------------- | ----------------------------------------- |
| Mężczyźni | Jakub Zdybek Paweł Lewandowski   | Michał Kądzioła Jakub Nowak         | Bartosz Lewicki Tomasz Maziarek           |
| Kobiety   | Agata Wawrzyńczyk Magdalena Saad | Justyna Łukaszewska Izabela Błasiak | Magdalena Rapacz-Matras Sandra Szychowska |

### 2022
Łódź
- Data: 15-18.07.2022
- Typ turnieju: Turniej towarzyski
- Ranga: Turniej towarzyski
- Miejsce: Manufaktura

| Płeć      | I miejsce                          | II miejsce                           | III miejsce                         |
| --------- | ---------------------------------- | ------------------------------------ | ----------------------------------- |
| Mężczyźni | Jędrzej Brożyniak Piotr Janiak     | Stanisław Wawrzyńczyk Michał Korycki | Wiktor Mielczarek Paweł Pietkiewicz |
| Kobiety   | Michaela Kubíčková Aneta Kaczmarek | Olga Klocek Magdalena Saad           | Agnieszka Adamek Aleksandra Stadnik |

Czeski Cieszyn/Cieszyn
- Data: 01-03.07.2022
- Typ turnieju: Turniej towarzyski
- Ranga: Turniej towarzyski
- Miejsce: Rynek w Czeskim Cieszynie, Kąpielisko Miejskie w Cieszynie, Kompleks boisk "Pod Wałką" w Cieszynie

| Płeć      | I miejsce                           | II miejsce                      | III miejsce                     |
| --------- | ----------------------------------- | ------------------------------- | ------------------------------- |
| Mężczyźni | Jędrzej Brożyniak Piotr Janiak      | Michał Kądzioła Marcin Ociepski | Štěpán Havlín Jindra Zavadil    |
| Kobiety   | Justyna Łukaszewska Izabela Błasiak | Aneta Kaczmarek Magdalena Saad  | Andrea Lorenzová Lucie Šeredová |

Myślenice
- Data: 01-03.07.2022
- Typ turnieju: Turniej towarzyski
- Ranga: Turniej towarzyski
- Miejsce: Zarabie

| Płeć      | I miejsce                          | II miejsce                       | III miejsce                         |
| --------- | ---------------------------------- | -------------------------------- | ----------------------------------- |
| Mężczyźni | Frantisek Pihera Matyáš Ježek      | Jędrzej Brożyniak Piotr Janiak   | Mateusz Biernat Nejc Zemljak        |
| Kobiety   | Shaunna Marie Polley Alice Zeimann | Aleksandra Lipska Magdalena Saad | Olga Klocek Magdalena Rapacz-Matras |

### 2023
Mysłowice
- Data: 02-04.06.2023
- Typ turnieju: Eliminacje Mistrzostw Polski
- Ranga: 3*
- Miejsce: Słupna

| Płeć      | I miejsce                           | II miejsce                          | III miejsce                     |
| --------- | ----------------------------------- | ----------------------------------- | ------------------------------- |
| Mężczyźni | Jędrzej Brożyniak Piotr Janiak      | Jarosław Lech Tomasz Jaroszczak     | Piotr Groszek Igor Ciemachowski |
| Kobiety   | Małgorzata Ciężkowska Urszula Łunio | Justyna Łukaszewska Izabela Błasiak | Justyna Tylutki Martyna Kłoda   |

Myślenice
- Data: 07-09.06.2023
- Typ turnieju: Eliminacje Mistrzostw Polski
- Ranga: 3*
- Miejsce: Zarabie

| Płeć      | I miejsce                           | II miejsce                        | III miejsce                     |
| --------- | ----------------------------------- | --------------------------------- | ------------------------------- |
| Mężczyźni | Adam Waber Matyáš Ježek             | Michał Korycki Miłosz Kruk        | Piotr Groszek Igor Ciemachowski |
| Kobiety   | Justyna Łukaszewska Izabela Błasiak | Aneta Kaczmarek Julia Gierczyńska | Dorota Strąg Paulina Biranowska |

Białystok
- Data: 07-09.07.2023
- Typ turnieju: Eliminacje Mistrzostw Polski
- Ranga: 3*
- Miejsce: Plaża Miejska Dojlidy

| Płeć      | I miejsce                           | II miejsce                         | III miejsce                               |
| --------- | ----------------------------------- | ---------------------------------- | ----------------------------------------- |
| Mężczyźni | Maciej Kałuża Filip Brandt          | Martin Chiniewicz Bartłomiej Malec | Tomasz Maziarek Kamil Warzocha            |
| Kobiety   | Justyna Łukaszewska Izabela Błasiak | Justyna Tylutki Martyna Kłoda      | Ieva Vasiliauskaitė Jekaterina Kovalskaja |

Łódź
- Data: 13-15.08.2023
- Typ turnieju: Eliminacje Mistrzostw Polski
- Ranga: 1*
- Miejsce: Manufaktura

| Płeć      | I miejsce                       | II miejsce                      | III miejsce                            |
| --------- | ------------------------------- | ------------------------------- | -------------------------------------- |
| Mężczyźni | Jarosław Lech Tomasz Jaroszczak | Tomasz Maziarek Kamil Warzocha  | Piotr Ilewicz Tomasz Wołoszuk          |
| Kobiety   | Julia Radelczuk Paulina Łabuz   | Karina Jakuć Aleksandra Chudzik | Justyna Łukaszewska Izabela Zackiewicz |

### 2024
Białystok
- Data: 07-09.06.2024
- Typ turnieju: Puchar Polski, eliminacje Mistrzostw Polski
- Ranga: 3*
- Miejsce: Plaża Miejska Dojlidy

| Płeć      | I miejsce                       | II miejsce                              | III miejsce                         |
| --------- | ------------------------------- | --------------------------------------- | ----------------------------------- |
| Mężczyźni | Piotr Groszek Igor Ciemachowski | Mikołaj Miszczuk Jan Król               | Robert Kozłowski Piotr Filipowicz   |
| Kobiety   | Marta Łodej Julia Kielak        | Agnieszka Adamek Aleksandra Gromadowska | Aleksandra Zdon Justyna Łukaszewska |

## Klasyfikacja medalowa mężczyzn
Klasyfikacja medalowa mężczyzn obejmuje sezony 2010-2024.
| Miejsce | Imię i nazwisko       |    |    |   | Razem |
| ------- | --------------------- | -- | -- | - | ----- |
| 1.      | Jędrzej Brożyniak     | 11 | 12 | 9 | 32    |
| 2.      | Piotr Janiak          | 11 | 6  | 4 | 21    |
| 3.      | Adam Parcej           | 10 | 5  | 2 | 17    |
| 4.      | Bartołomiej Dzikowicz | 7  | 11 | 6 | 24    |
| 5.      | Jarosław Lech         | 5  | 5  | 1 | 11    |
| 6.      | Marcin Ociepski       | 4  | 5  | 0 | 9     |
| 7.      | Dominik Witczak       | 4  | 0  | 2 | 6     |
| 8.      | Damian Wojtasik       | 4  | 0  | 1 | 5     |
| 9.      | Michał Korycki        | 3  | 2  | 3 | 8     |
| 10.     | Kamil Kwasowski       | 3  | 1  | 4 | 8     |
| 11.     | Piotr Łukasik         | 3  | 1  | 0 | 4     |
| 12.     | Mateusz Radojewski    | 3  | 0  | 1 | 4     |
| 13.     | Bartosz Łosiak        | 3  | 0  | 0 | 3     |
| 14.     | Roman Andrys          | 2  | 4  | 4 | 10    |
| 15.     | Marcin Brzeziński     | 2  | 3  | 2 | 7     |
| 16.     | Paweł Lewandowski     | 2  | 2  | 2 | 6     |
| 17.     | Wojciech Włodarczyk   | 2  | 1  | 3 | 6     |
| 18.     | Jakub Zdybek          | 2  | 1  | 2 | 5     |
| 19.     | Mikołaj Miszczuk      | 2  | 1  | 0 | 3     |
| =       | Rafał Maluchnik       | 2  | 1  | 0 | 3     |
| 21.     | Łukasz Kaczmarek      | 2  | 0  | 2 | 4     |
| 22.     | Dawid Ogórek          | 2  | 0  | 1 | 3     |
| =       | Mateusz Czarny        | 2  | 0  | 1 | 3     |
| =       | Jakub Teter           | 2  | 0  | 1 | 3     |
| 25.     | Artur Baca            | 2  | 0  | 0 | 2     |
| =       | Dawid Popek           | 2  | 0  | 0 | 2     |
| =       | Piotr Kantor          | 2  | 0  | 0 | 2     |
| =       | Radosław Zbierski     | 2  | 0  | 0 | 2     |
| =       | Matyas Jezek          | 2  | 0  | 0 | 2     |
| 30.     | Michał Kądzioła       | 1  | 7  | 1 | 9     |
| 31.     | Bartek Malec          | 1  | 6  | 4 | 11    |
| 32.     | Bartłomiej Kiernoz    | 1  | 4  | 2 | 7     |
| 33.     | Sebastian Sobczak     | 1  | 3  | 0 | 4     |
| 34.     | Martin Chiniewicz     | 1  | 2  | 2 | 5     |
| 35.     | Maciej Kałuża         | 1  | 1  | 2 | 4     |
| =       | Karol Szczepanik      | 1  | 1  | 2 | 4     |
| =       | Maciej Rudol          | 1  | 1  | 2 | 4     |
| 38.     | Miłosz Kruk           | 1  | 1  | 1 | 3     |
| =       | Adrian Wiewióra       | 1  | 1  | 1 | 3     |
| =       | Krzysztof Błachut     | 1  | 1  | 1 | 3     |
| 41.     | Tomasz Jaroszczak     | 1  | 1  | 0 | 2     |
| 42.     | Igor Ciemachowski     | 1  | 0  | 2 | 3     |
| =       | Michał Matyja         | 1  | 0  | 2 | 3     |
| =       | Piotr Groszek         | 1  | 0  | 2 | 3     |
| =       | Adrian Białecki       | 1  | 0  | 2 | 3     |
| =       | Kacper Kujawiak       | 1  | 0  | 2 | 3     |
| 47.     | Michał Bryl           | 1  | 0  | 1 | 2     |
| =       | Filip Brandt          | 1  | 0  | 1 | 2     |
| =       | Bartosz Pietruczuk    | 1  | 0  | 1 | 2     |
| 50.     | Michał Głowacki       | 1  | 0  | 0 | 1     |
| =       | Frantisek Pihera      | 1  | 0  | 0 | 1     |
| =       | Dariusz Tkaczuk       | 1  | 0  | 0 | 1     |
| =       | Adam Waber            | 1  | 0  | 0 | 1     |
| =       | Maciej Włodarczyk     | 1  | 0  | 0 | 1     |
| =       | Mariusz Prudel        | 1  | 0  | 0 | 1     |
| =       | Michał Tomczak        | 1  | 0  | 0 | 1     |
| =       | Jakub Szałankiewicz   | 1  | 0  | 0 | 1     |
| =       | Artur Bagiński        | 1  | 0  | 0 | 1     |
| 59.     | Mateusz Łysikowski    | 0  | 3  | 0 | 3     |
| 60.     | Adam Andrys           | 0  | 2  | 3 | 5     |
| 61.     | Stanisław Wawrzyńczyk | 0  | 2  | 1 | 3     |
| =       | Kamil Warzocha        | 0  | 2  | 1 | 3     |
| =       | Wiktor Mielczarek     | 0  | 2  | 1 | 3     |
| 64.     | Tomasz Wierzbicki     | 0  | 2  | 0 | 2     |
| =       | Piotr Juroszek        | 0  | 2  | 0 | 2     |
| =       | Jakub Wanat           | 0  | 2  | 0 | 2     |
| 67.     | Tomasz Maziarek       | 0  | 1  | 3 | 4     |
| 68.     | Piotr Ilewicz         | 0  | 1  | 2 | 3     |
| =       | Piotr Kożuch          | 0  | 1  | 2 | 3     |
| 70.     | Kuba Czubiński        | 0  | 1  | 1 | 2     |
| =       | Kamil Łyczko          | 0  | 1  | 1 | 2     |
| =       | Robert Szczerbaniuk   | 0  | 1  | 1 | 2     |
| =       | Krzysztof Baran       | 0  | 1  | 1 | 2     |
| =       | Patryk Baran          | 0  | 1  | 1 | 2     |
| =       | Mariusz Jajus         | 0  | 1  | 1 | 2     |
| =       | Marcin Kapuśniak      | 0  | 1  | 1 | 2     |
| =       | Łukasz Przybylak      | 0  | 1  | 1 | 2     |
| =       | Miłosz Tokarski       | 0  | 1  | 1 | 2     |
| =       | Paweł Pietkiewicz     | 0  | 1  | 1 | 2     |
| =       | Michał Sadowski       | 0  | 1  | 1 | 2     |
| 81.     | Mateusz Paszkowski    | 0  | 1  | 0 | 1     |
| =       | Piotr Słonina         | 0  | 1  | 0 | 1     |
| =       | Tomasz Tomczyk        | 0  | 1  | 0 | 1     |
| =       | Grzegorz Wójtowicz    | 0  | 1  | 0 | 1     |
| =       | Kamil Gilner          | 0  | 1  | 0 | 1     |
| =       | Jan Król              | 0  | 1  | 0 | 1     |
| =       | Jakub Nowak           | 0  | 1  | 0 | 1     |
| =       | Krystian Pachliński   | 0  | 1  | 0 | 1     |
| =       | Michał Makowski       | 0  | 1  | 0 | 1     |
| =       | Artur Wierzbicki      | 0  | 1  | 0 | 1     |
| =       | Maciej Kosiak         | 0  | 1  | 0 | 1     |
| 92.     | Bartosz Lewicki       | 0  | 0  | 2 | 2     |
| 93.     | Bartosz Mariański     | 0  | 0  | 1 | 1     |
| =       | Kamil Radzikowski     | 0  | 0  | 1 | 1     |
| =       | Adrian Sdebel         | 0  | 0  | 1 | 1     |
| =       | Bartosz Kujawski      | 0  | 0  | 1 | 1     |
| =       | Janusz Prus           | 0  | 0  | 1 | 1     |
| =       | Sebastian Kaczmarek   | 0  | 0  | 1 | 1     |
| =       | Mateusz Biernat       | 0  | 0  | 1 | 1     |
| =       | Robert Kozłowski      | 0  | 0  | 1 | 1     |
| =       | Aleksander Mamełka    | 0  | 0  | 1 | 1     |
| =       | Matas Navickas        | 0  | 0  | 1 | 1     |
| =       | Michał Orczykowski    | 0  | 0  | 1 | 1     |
| =       | Mateusz Zarankiewicz  | 0  | 0  | 1 | 1     |
| =       | Piotr Filipowicz      | 0  | 0  | 1 | 1     |
| =       | Tomasz Wołoszuk       | 0  | 0  | 1 | 1     |
| =       | Tomasz Hamulski       | 0  | 0  | 1 | 1     |
| =       | Štěpán Havlín         | 0  | 0  | 1 | 1     |
| =       | Mateusz Kamiński      | 0  | 0  | 1 | 1     |
| =       | Marcin Kondyjowski    | 0  | 0  | 1 | 1     |
| =       | Patryk Łotocki        | 0  | 0  | 1 | 1     |
| =       | Josip Pribanic        | 0  | 0  | 1 | 1     |
| =       | Patrikas Stankevicius | 0  | 0  | 1 | 1     |
| =       | Marcin Stempień       | 0  | 0  | 1 | 1     |
| =       | Jindra Zavadil        | 0  | 0  | 1 | 1     |
| =       | Nejc Zemljak          | 0  | 0  | 1 | 1     |

## Klasyfikacja medalowa kobiet
Klasyfikacja medalowa kobiet obejmuje sezony 2010-2024.
| Miejsce | Imię i nazwisko                   |    |    |    | Razem |
| ------- | --------------------------------- | -- | -- | -- | ----- |
| 1.      | Martyna Wardak                    | 11 | 4  | 1  | 16    |
| 2.      | Izabela Błasiak (Soja)            | 10 | 10 | 1  | 21    |
| 3.      | Katarzyna Kropidłowska (Kociołek) | 10 | 2  | 0  | 12    |
| 4.      | Magdalena Saad                    | 8  | 13 | 9  | 30    |
| 5.      | Joanna Wiatr                      | 6  | 3  | 1  | 10    |
| =       | Jagoda Śliwka (Gruszczyńska)      | 6  | 3  | 1  | 10    |
| 7.      | Dorota Strąg                      | 5  | 3  | 4  | 12    |
| 8.      | Magdalena Szczytowicz (Michoń)    | 4  | 3  | 5  | 12    |
| 9.      | Magdalena Rapacz-Matras           | 3  | 6  | 4  | 13    |
| 10.     | Agata Wawrzyńczyk (Oleksy)        | 3  | 3  | 5  | 11    |
| 11.     | Sandra Szychowska (Biernatek)     | 3  | 3  | 3  | 9     |
| =       | Justyna Łukaszewska (Tomala)      | 3  | 3  | 3  | 9     |
| 13.     | Monika Brzostek                   | 3  | 1  | 2  | 6     |
| 14.     | Anna Urych-Turska                 | 3  | 0  | 1  | 4     |
| 15.     | Marta Łodej                       | 3  | 0  | 0  | 3     |
| =       | Michaela Kubickova                | 3  | 0  | 0  | 3     |
| =       | Ilona Zielińska                   | 3  | 0  | 0  | 3     |
| 18.     | Agnieszka Adamek                  | 2  | 6  | 4  | 12    |
| 19.     | Aneta Kaczmarek (Gancarczyk)      | 2  | 3  | 1  | 6     |
| 20.     | Aleksandra Filip                  | 2  | 2  | 1  | 5     |
| 21.     | Agnieszka Spaczek-Krzywoń         | 2  | 1  | 1  | 4     |
| =       | Aleksander Deptuch                | 2  | 1  | 1  | 4     |
| =       | Marcelina Wyszomirska             | 2  | 1  | 1  | 4     |
| 24.     | Aleksandra Wachowicz              | 2  | 1  | 0  | 3     |
| =       | Aleksandra Gromadowska            | 2  | 1  | 0  | 3     |
| 26.     | Katarzyna Szałankiewicz (Urban)   | 2  | 0  | 2  | 4     |
| 27.     | Agata Ceynowa                     | 2  | 0  | 1  | 3     |
| 28.     | Michala Kvapilova                 | 2  | 0  | 0  | 2     |
| 29.     | Aleksandra Zdon                   | 1  | 3  | 10 | 14    |
| 30.     | Agnieszka Wołoszyn                | 1  | 3  | 4  | 8     |
| 31.     | Paulina Biranowska (Gajewska)     | 1  | 2  | 7  | 10    |
| 32.     | Aleksandra Gutkowska (Theis)      | 1  | 2  | 3  | 6     |
| 33.     | Kinga Legieta                     | 1  | 2  | 0  | 3     |
| =       | Agnieszka Radkowiak-Kiedacz       | 1  | 2  | 0  | 3     |
| 35.     | Karolina Bednarek (Suwińska)      | 1  | 1  | 3  | 5     |
| 36.     | Martyna Kłoda                     | 1  | 1  | 2  | 4     |
| =       | Karolina Baran                    | 1  | 1  | 2  | 4     |
| 38.     | Aleksandra Baron                  | 1  | 1  | 1  | 3     |
| =       | Sabina Bogacz                     | 1  | 1  | 1  | 3     |
| =       | Anna Paździorek                   | 1  | 1  | 1  | 3     |
| 41.     | Julia Gierczyńska                 | 1  | 1  | 0  | 2     |
| =       | Anna Pietras                      | 1  | 1  | 0  | 2     |
| =       | Luisa Niemc                       | 1  | 1  | 0  | 2     |
| =       | Barbara Adamska                   | 1  | 1  | 0  | 2     |
| 45.     | Monika Pisiut                     | 1  | 0  | 3  | 4     |
| 46.     | Wiktoria Staszak-Staszków         | 1  | 0  | 1  | 2     |
| 47.     | Paula Czerwińska (Słonecka)       | 1  | 0  | 0  | 1     |
| =       | Magdalena Kosiarska               | 1  | 0  | 0  | 1     |
| =       | Edyta Węcławek                    | 1  | 0  | 0  | 1     |
| =       | Anastazja Bańska                  | 1  | 0  | 0  | 1     |
| =       | Beata Gałek                       | 1  | 0  | 0  | 1     |
| =       | Anna Gorgoń                       | 1  | 0  | 0  | 1     |
| =       | Joanna Gryma                      | 1  | 0  | 0  | 1     |
| =       | Agata Łaz                         | 1  | 0  | 0  | 1     |
| =       | Edyta Małusecka                   | 1  | 0  | 0  | 1     |
| =       | Karolina Marciniak (Sowała)       | 1  | 0  | 0  | 1     |
| =       | Marie Polley Shaunna              | 1  | 0  | 0  | 1     |
| =       | Aleksandra Sztobryn               | 1  | 0  | 0  | 1     |
| =       | Beata Szulgowska                  | 1  | 0  | 0  | 1     |
| =       | Alice Zeimann                     | 1  | 0  | 0  | 1     |
| =       | Agnieszka Mitręga                 | 1  | 0  | 0  | 1     |
| =       | Paulina Łabuz                     | 1  | 0  | 0  | 1     |
| =       | Małgorzata Ciężkowska             | 1  | 0  | 0  | 1     |
| =       | Urszula Łunio                     | 1  | 0  | 0  | 1     |
| =       | Julia Radelczuk                   | 1  | 0  | 0  | 1     |
| =       | Agata Szrajber                    | 1  | 0  | 0  | 1     |
| =       | Julia Kielak                      | 1  | 0  | 0  | 1     |
| 68.     | Natalia Gruszczyńska              | 0  | 3  | 3  | 6     |
| 69.     | Maria Włoch                       | 0  | 3  | 2  | 5     |
| 70.     | Michalina Tokarska                | 0  | 2  | 3  | 5     |
| 71.     | Olga Klocek                       | 0  | 2  | 2  | 4     |
| 72.     | Kinga Kozyra                      | 0  | 2  | 0  | 2     |
| =       | Marzena Patryarcha                | 0  | 2  | 0  | 2     |
| =       | Kinga Hatala                      | 0  | 2  | 0  | 2     |
| =       | Wioletta Komisarczyk              | 0  | 2  | 0  | 2     |
| =       | Joanna Szczepaniak                | 0  | 2  | 0  | 2     |
| =       | Dominika Horbacz                  | 0  | 2  | 0  | 2     |
| 78.     | Justyna Tylutki (Warchulska)      | 0  | 1  | 2  | 3     |
| 79.     | Iwona Urbańczyk                   | 0  | 1  | 1  | 2     |
| =       | Monika Norys                      | 0  | 1  | 1  | 2     |
| =       | Kaja Rogala                       | 0  | 1  | 1  | 2     |
| =       | Karolina Rogala                   | 0  | 1  | 1  | 2     |
| =       | Karolina Kirszenstein             | 0  | 1  | 1  | 2     |
| 84.     | Justyna Neniczka                  | 0  | 1  | 0  | 1     |
| =       | Joanna Franek                     | 0  | 1  | 0  | 1     |
| =       | Aleksandra Chyła                  | 0  | 1  | 0  | 1     |
| =       | Joanna Furczyk                    | 0  | 1  | 0  | 1     |
| =       | Aleksandra Grzywacz               | 0  | 1  | 0  | 1     |
| =       | Barbara Lech                      | 0  | 1  | 0  | 1     |
| =       | Joanna Kujawska (Karasiewicz)     | 0  | 1  | 0  | 1     |
| =       | Melania Marcinowska               | 0  | 1  | 0  | 1     |
| =       | Magda Stasiak                     | 0  | 1  | 0  | 1     |
| =       | Małgorzata Szajewska-Skuta        | 0  | 1  | 0  | 1     |
| =       | Karina Jakuć                      | 0  | 1  | 0  | 1     |
| =       | Marta Micińska                    | 0  | 1  | 0  | 1     |
| =       | Agnieszka Pręgowska               | 0  | 1  | 0  | 1     |
| =       | Rożek                             | 0  | 1  | 0  | 1     |
| =       | Sikorska                          | 0  | 1  | 0  | 1     |
| =       | Katarzyna Baś                     | 0  | 1  | 0  | 1     |
| =       | Aleksandra Lipska                 | 0  | 1  | 0  | 1     |
| =       | Monika Materska                   | 0  | 1  | 0  | 1     |
| =       | Paulina Michalkiewicz             | 0  | 1  | 0  | 1     |
| =       | Daria Przybylak (Paszek)          | 0  | 1  | 0  | 1     |
| =       | Paulina Popek (Radziwon)          | 0  | 1  | 0  | 1     |
| =       | Marta Szajer-Widawska             | 0  | 1  | 0  | 1     |
| =       | Aleksandra Chudzik                | 0  | 1  | 0  | 1     |
| 107.    | Izabela Zackiewicz (Kożon)        | 0  | 0  | 3  | 3     |
| 108.    | Agnieszka Szczypka                | 0  | 0  | 2  | 2     |
| =       | Weronika Dusza                    | 0  | 0  | 2  | 2     |
| =       | Weronika Turek                    | 0  | 0  | 2  | 2     |
| =       | Agata Szwaba (Trybuła)            | 0  | 0  | 2  | 2     |
| 112.    | Patrycja Strządała                | 0  | 0  | 1  | 1     |
| =       | Katarzyna Paszczyk                | 0  | 0  | 1  | 1     |
| =       | Marika Babczyńska                 | 0  | 0  | 1  | 1     |
| =       | Julia Budny                       | 0  | 0  | 1  | 1     |
| =       | Paulina Dudek                     | 0  | 0  | 1  | 1     |
| =       | Katrien Gielen                    | 0  | 0  | 1  | 1     |
| =       | Patrycja Giemza                   | 0  | 0  | 1  | 1     |
| =       | Andrea Lorenzová                  | 0  | 0  | 1  | 1     |
| =       | Magdalena Masłowska               | 0  | 0  | 1  | 1     |
| =       | Monika Osajca                     | 0  | 0  | 1  | 1     |
| =       | Aleksandra Owczarek               | 0  | 0  | 1  | 1     |
| =       | Marta Sobolska                    | 0  | 0  | 1  | 1     |
| =       | Staszek                           | 0  | 0  | 1  | 1     |
| =       | Maria Tuliszka                    | 0  | 0  | 1  | 1     |
| =       | Katarzyna Wiśniowska              | 0  | 0  | 1  | 1     |
| =       | Dominika Woźniak                  | 0  | 0  | 1  | 1     |
| =       | Anna Ciuła                        | 0  | 0  | 1  | 1     |
| =       | Katarzyna Zubik                   | 0  | 0  | 1  | 1     |
| =       | Anna Cześników                    | 0  | 0  | 1  | 1     |
| =       | Jekaterina Kovalskaja             | 0  | 0  | 1  | 1     |
| =       | Ieva Vasiliauskaitė               | 0  | 0  | 1  | 1     |
| =       | Julia Jurczyk                     | 0  | 0  | 1  | 1     |
| =       | Małgorzata Płusa                  | 0  | 0  | 1  | 1     |
| =       | Lucie Seredova                    | 0  | 0  | 1  | 1     |
| =       | Joanna Szczurek                   | 0  | 0  | 1  | 1     |
| =       | Aleksandra Wróblewska             | 0  | 0  | 1  | 1     |
| =       | Joanna Moczko-Knapiak             | 0  | 0  | 1  | 1     |
| =       | Aleksandra Stadnik                | 0  | 0  | 1  | 1     |
| =       | Paulina Szczepanik                | 0  | 0  | 1  | 1     |
| =       | Kamila Klajman                    | 0  | 0  | 1  | 1     |

## Pula nagród finansowych[9]
| Rok            | Miasto                 | Mężczyźni             | Kobiety               |
| -------------- | ---------------------- | --------------------- | --------------------- |
| 2012           | Pszczyna               | 3 000 zł              | 3 000 zł              |
| 2012           | Cieszyn                | 1 500 zł              | 1 500 zł              |
| 2012           | Bielsko-Biała          | 1 500 zł              | 1 500 zł              |
| 2012           | Kędzierzyn-Koźle       | 1 500 zł              | 1 500 zł              |
| 2012           | Jawor                  | 1 500 zł              | 1 500 zł              |
| 2012           | Piła                   | 3 000 zł              | 3 000 zł              |
| 2012           | Suma                   | 24 000 zł             | 24 000 zł             |
| 2013           | Kęty                   | 7 000 zł              | 5 000 zł              |
| 2013           | Cieszyn                | 1 000 zł              | 1 500 zł              |
| 2013           | Chorzów                | 2 000 zł              | 2 500 zł              |
| 2013           | Bielsko-Biała          | 1 000 zł              | 1 500 zł              |
| 2013           | Łódź                   | 7 000 zł              | 5 000 zł              |
| 2013           | Andrychów              | 1 000 zł              | 1 500 zł              |
| 2013           | Piła                   | 7 000 zł              | 5 000 zł              |
| 2013           | Suma                   | 48 000 zł             | 48 000 zł             |
| 2014           | Kęty                   | 7 000 zł              | 5 000 zł              |
| 2014           | Cieszyn                | 7 000 zł              | 5 000 zł              |
| 2014           | Rybnik                 | 7 000 zł              | 5 000 zł              |
| 2014           | Łódź                   | 7 000 zł              | 5 000 zł              |
| 2014           | Nowy Dwór Mazowiecki   | 7 000 zł              | 5 000 zł              |
| 2014           | Piła                   | 7 000 zł              | 5 000 zł              |
| 2014           | Suma                   | 72 000 zł             | 72 000 zł             |
| 2015           | Legionowo              | 20 000 zł             | 5 000 zł              |
| 2015           | Białystok              | 7 000 zł              | 5 000 zł              |
| 2015           | Chorzów                | 7 000 zł              | 5 000 zł              |
| 2015           | Łódź                   | 7 000 zł              | 5 000 zł              |
| 2015           | Rybnik                 | 7 000 zł              | 5 000 zł              |
| 2015           | Piła                   | 7 000 zł              | 5 000 zł              |
| 2015           | Gdańsk                 | 10 000 zł + 5 000 zł  | 10 000 zł + 3 000 zł  |
| 2015           | Suma                   | 113 000 zł            | 113 000 zł            |
| 2016           | Gdańsk                 | 12 000 zł             | 8 000 zł              |
| 2016           | Rybnik                 | 12 000 zł             | 8 000 zł              |
| 2016           | Łódź                   | 9 000 zł              | 6 000 zł              |
| 2016           | Zamość                 | 9 000 zł              | 6 000 zł              |
| 2016           | Białystok              | 12 000 zł + 3 000 zł  | 8 000 zł + 2 000 zł   |
| 2016           | Suma                   | 95 000 zł             | 95 000 zł             |
| 2017           | Gdańsk                 | 15 000 zł             | 11 000 zł             |
| 2017           | Zamość                 | 15 000 zł             | 11 000 zł             |
| 2017           | Łódź                   | 15 000 zł             | 11 000 zł             |
| 2017           | Rybnik                 | 15 000 zł             | 11 000 zł             |
| 2017           | Białystok              | 17 000 zł             | 13 000 zł             |
| 2017           | Suma                   | 134 000 zł            | 134 000 zł            |
| 2018           | Dąbrowa Górnicza       | 17 400 zł             | 13 400 zł             |
| 2018           | Rybnik                 | 15 000 zł             | 12 000 zł             |
| 2018           | Łódź                   | 9 600 zł              | 7 600 zł              |
| 2018           | Zamość                 | 15 000 zł             | 12 000 zł             |
| 2018           | Białystok              | 20 000 zł             | 13 000 zł             |
| 2018           | Suma                   | 135 000 zł            | 135 000 zł            |
| 2019           | Zamość                 | 16 000 zł             | 13 000 zł             |
| 2019           | Mysłowice              | 16 000 zł             | 13 000 zł             |
| 2019           | Łódź                   | 11 000 zł             | 9 000 zł              |
| 2019           | Rybnik                 | 16 000 zł             | 13 000 zł             |
| 2019           | Białystok              | 20 000 zł             | 13 000 zł             |
| 2019           | Suma                   | 140 000 zł            | 140 000 zł            |
| 2020           | Kołobrzeg              | 10 000 zł             | 4 000 zł              |
| 2020           | Cieszyn                | 10 000 zł             | 10 000 zł             |
| 2020           | Myślenice              | 10 000 zł             | 8 000 zł              |
| 2020           | Białystok              | 10 000 zł + 4 000 zł  | 10 000 zł + 4 000 zł  |
| 2020           | Suma                   | 80 000 zł             | 80 000 zł             |
| 2021           | Cieszyn                | 15 000 zł             | 15 000 zł             |
| 2021           | Myślenice              | 15 000 zł             | 15 000 zł             |
| 2021           | Kołobrzeg              | 15 000 zł             | 15 000 zł             |
| 2021           | Białystok              | 15 000 zł             | 15 000 zł             |
| 2021           | Suma                   | 120 000 zł            | 120 000 zł            |
| 2022           | Łódź                   | 15 000 zł             | 15 000 zł             |
| 2022           | Cieszyn/Czeski Cieszyn | 15 000 zł             | 15 000 zł             |
| 2022           | Myślenice              | 15 000 zł + 10 000 zł | 15 000 zł + 10 000 zł |
| 2022           | Suma                   | 110 000 zł            | 110 000 zł            |
| 2023           | Mysłowice              | 16 000 zł             | 16 000 zł             |
| 2023           | Myślenice              | 16 000 zł             | 16 000 zł             |
| 2023           | Białystok              | 16 000 zł             | 16 000 zł             |
| 2023           | Łódź                   | 10 000 zł             | 10 000 zł             |
| 2023           | Suma                   | 116 000 zł            | 116 000 zł            |
| 2024           | Białystok              | 21 000 zł             | 21 000 zł             |
| 2024           | Suma                   | 42 000 zł             | 42 000 zł             |
| Suma 2012-2024 | Suma 2012-2024         | 1 229 000 zł          | 1 229 000 zł          |

1. 1 2 3 4 5 6 7 8  Dodatkowa nagroda pieniężna ("Nagroda Plaży Open") dla najlepszych drużyn turnieju.

## Liczba par biorących udział w turniejach Plaża Open[9]
| Rok               | Miasto                 | Mężczyźni   | Kobiety     | Łącznie     |
| ----------------- | ---------------------- | ----------- | ----------- | ----------- |
| 2010              | Cieszyn                | 10          | 5           | 15          |
| 2010              | Ustroń                 | 12          | 5           | 17          |
| 2010              | Bielsko-Biała          | 8           | 4           | 12          |
| 2010              | Łącznie                | 30          | 14          | 44          |
| 2011              | Cieszyn                | 30          | 7           | 37          |
| 2011              | Kraków                 | 10          | 3           | 13          |
| 2011              | Bielsko-Biała          | 32          | 10          | 42          |
| 2011              | Jelenia Góra           | 11          | 6           | 17          |
| 2011              | Nowa Sól               | 23          | 6           | 29          |
| 2011              | Łódź                   | 6           | 8           | 14          |
| 2011              | Piła                   | 7           | 1           | 8           |
| 2011              | Białystok              | Brak danych | Brak danych | Brak danych |
| 2011              | Wilkasy                | Brak danych | Brak danych | Brak danych |
| 2011              | Łącznie                | 119         | 41          | 160         |
| 2012              | Pszczyna               | 31          | 16          | 47          |
| 2012              | Cieszyn                | 29          | 12          | 41          |
| 2012              | Bielsko-Biała          | 28          | 16          | 44          |
| 2012              | Kędzierzyn-Koźle       | 15          | 7           | 22          |
| 2012              | Jawor                  | 19          | 11          | 30          |
| 2012              | Piła                   | 17          | 11          | 28          |
| 2012              | Piła - finał           | 10          | 7           | 17          |
| 2012              | Łącznie                | 149         | 80          | 229         |
| 2013              | Kęty                   | 32          | 12          | 44          |
| 2013              | Cieszyn                | 32          | 16          | 48          |
| 2013              | Chorzów                | 29          | 19          | 48          |
| 2013              | Bielsko-Biała          | 28          | 21          | 49          |
| 2013              | Łódź                   | 38          | 23          | 61          |
| 2013              | Andrychów              | 22          | 9           | 31          |
| 2013              | Piła                   | 34          | 23          | 57          |
| 2013              | Łącznie                | 215         | 123         | 338         |
| 2014              | Kęty                   | 44          | 20          | 64          |
| 2014              | Cieszyn                | 25          | 17          | 42          |
| 2014              | Rybnik                 | 34          | 13          | 47          |
| 2014              | Łódź                   | 37          | 19          | 56          |
| 2014              | Nowy Dwór Mazowiecki   | 28          | 15          | 43          |
| 2014              | Piła                   | 23          | 16          | 39          |
| 2014              | Łącznie                | 191         | 100         | 291         |
| 2015              | Legionowo              | 30          | 36          | 66          |
| 2015              | Białystok              | 34          | 16          | 50          |
| 2015              | Chorzów                | 40          | 24          | 64          |
| 2015              | Łódź                   | 26          | 16          | 42          |
| 2015              | Rybnik                 | 34          | 23          | 57          |
| 2015              | Piła                   | 26          | 18          | 44          |
| 2015              | Gdańsk                 | 34          | 21          | 55          |
| 2015              | Łącznie                | 224         | 154         | 378         |
| 2016              | Gdańsk                 | 32          | 24          | 56          |
| 2016              | Rybnik                 | 24          | 21          | 45          |
| 2016              | Łódź                   | 47          | 21          | 68          |
| 2016              | Zamość                 | 25          | 18          | 43          |
| 2016              | Białystok              | 29          | 19          | 48          |
| 2016              | Łącznie                | 157         | 103         | 260         |
| 2017              | Gdańsk                 | 44          | 22          | 66          |
| 2017              | Zamość                 | 26          | 15          | 41          |
| 2017              | Łódź                   | 27          | 22          | 49          |
| 2017              | Rybnik                 | 31          | 21          | 52          |
| 2017              | Białystok              | 36          | 17          | 53          |
| 2017              | Łącznie                | 164         | 97          | 261         |
| 2018              | Dąbrowa Górnicza       | 40          | 25          | 65          |
| 2018              | Rybnik                 | 24          | 26          | 50          |
| 2018              | Łódź                   | 44          | 25          | 69          |
| 2018              | Zamość                 | 36          | 21          | 57          |
| 2018              | Białystok              | 36          | 24          | 60          |
| 2018              | Łącznie                | 180         | 121         | 301         |
| 2019              | Zamość                 | 35          | 22          | 57          |
| 2019              | Mysłowice              | 45          | 19          | 64          |
| 2019              | Łódź                   | 39          | 16          | 55          |
| 2019              | Rybnik                 | 41          | 25          | 66          |
| 2019              | Białystok              | 39          | 26          | 65          |
| 2019              | Łącznie                | 199         | 108         | 307         |
| 2020              | Kołobrzeg              | 27          | 19          | 46          |
| 2020              | Cieszyn                | 23          | 17          | 40          |
| 2020              | Myślenice              | 34          | 16          | 50          |
| 2020              | Białystok              | 16          | 17          | 33          |
| 2020              | Łącznie                | 100         | 69          | 169         |
| 2021              | Cieszyn                | 36          | 26          | 62          |
| 2021              | Myślenice              | 40          | 23          | 63          |
| 2021              | Kołobrzeg              | 30          | 23          | 53          |
| 2021              | Białystok              | 32          | 22          | 54          |
| 2021              | Łącznie                | 138         | 94          | 232         |
| 2022              | Łódź                   | 24          | 18          | 42          |
| 2022              | Cieszyn/Czeski Cieszyn | 21          | 14          | 35          |
| 2022              | Myślenice              | 22          | 14          | 36          |
| 2022              | Łącznie                | 67          | 46          | 113         |
| 2023              | Mysłowice              | 33          | 26          | 59          |
| 2023              | Myślenice              | 34          | 22          | 56          |
| 2023              | Białystok              | 25          | 18          | 43          |
| 2023              | Łódź                   | 21          | 16          | 37          |
| 2023              | Łącznie                | 113         | 82          | 195         |
| 2024              | Białystok              | 37          | 29          | 66          |
| 2024              | Łącznie                | 37          | 29          | 66          |
| Łącznie 2010-2024 | Łącznie 2010-2024      | 2083        | 1261        | 3344        |